# Авшен
Авшен (арм. Ավշեն) — село на севере Арагацотнской области Армении. Село расположено к северо-западу от Апарана и к северу от Аштарака.

## История
Во время Великой Отечественной войны из 30 езидских семей на фронт ушёл 31 мужчина, вернулись только двое — израненные и искалеченные. В целом за весь период Великой Отечественной войны многие семьи потеряли по двое и по трое мужчин, на фронтах оказались тысячи езидов. Они совершали подвиги при обороне Москвы, Ленинграда, Сталинграда, в битвах за Кавказ и за освобождение Крыма, в составе войск Украинских, Белорусских, Прибалтийских фронтов, в рядах народных мстителей на Украине. Высокого звания Героя Советского Союза был удостоен Саманд Алиевич Сиабандов.

## Выдающиеся уроженцы
- Сиабандов, Саманд Алиевич — Герой Советского Союза